# Неджат Аголи
Неджат Аголи (на албански: Nexhat Agolli) е югославски партизанин и деец на Народоосвободителната войска на Македония.

## Биография
Роден е през 1914 година в град Дебър. Първоначално учи право в Рим. После става съдия в Тирана. През 1942 година се премества в Дяково, където става партизанин. През 1943 година става началник на Щабът на Първа оперативна зона на НОВ и ПОМ. На следващата година е назначен за политически комисар на четвърта младежка албанска бригада. Делегат е на второто заседание на АВНОЮ и на 27 октомври 1944 година е кооптиран за член на АСНОМ. На 30 декември 1944 година е избран за втори подпредседател на Президиума на АСНОМ.. На 16 април 1945 година е назначен за министър на социалната политика, пост на който е преизбран на 31 декември 1946 година. След разрива между Тито и Сталин създава група, която иска да подкрепи Сталин, но скоро са разкрити. Аголи е арестуван заедно с Джеладин Хана и Рифат Бериша. Осъден е и умира в Голи Оток на 28 април 1949 година.